# Mark Speight
 Der er for få eller ingen kildehenvisninger i denne artikel, hvilket er et problem. Du kan hjælpe ved at angive troværdige kilder til de påstande, som fremføres i artiklen.

Mark Warwick Fordham Speight (6. august 1965 – 7. april 2008) var en engelsk TV-vært, bedst kendt for at være vært på børne programmet SMart. Speight voksede op i Tettenhall, Wolverhampton, og forlod skolen i en alder af 16 for at blive tegnefilmstegner. Han fik en uddannelse indenfor kunst og grafisk design. Mens han arbejde som set dekoratør, hørte Speight om et job indenfor et nyt børne TV program. Speight havde en succesfuld tv-prøve og blev den nye vært på programmet SMart, og var vært for showet i 14 år. 
Speight var også vært på See It Saw It, hvor han mødte sin forlovede Natasha Collins. Han tog del i direkte shows, såsom Rolf on Art og hans egen Speight of the Art projekter for børn. Han var involveret i megen velgørenhedsarbejde.
I januar 2008 fandt Speight liget af Collins i badekarret i deres lejlighed. Han blev arresteret under mistanke for hendes mord, men blev aldrig officielt anklaget. Det viste sig senere at Collins døde af en overdosis af narkotika og af brandskader fra det varme vand. I april blev Speight rapporteret forsvundet og han begik selvmord ved hængning tæt ved Londons Paddington Station et par dage senere; to selvmordsbreve blev fundet, der beskrev hvordan han ikke kunne leve uden Collins.